# I Changed My Mind
I Changed My Mind este discul single de debut al cântăreței Keyshia Cole. Piesa este primul single extras de pe albumul The Way It Is.

## Clasamente
| Clasament                            | Poziția maximă |
| ------------------------------------ | -------------- |
| U.S. Billboard Hot 100               | 71             |
| U.S. Billboard Hot R&B/Hip-Hop Songs | 23             |
| UK Singles Chart                     | 48             |